# رالی آکروپولیس ۲۰۲۴
رالی آکروپولیس ۲۰۲۴ (همچنین با عنوان رالی اکو آکروپلیس ۲۰۲۴ شناخته می‌شود) یک رویداد اتومبیل رانی برای خودروهای  رالی بود که طی چهار روز از ۵ تا ۸ سپتامبر ۲۰۲۴ در کشور یونان برگزار شد. این رویداد، شصت و هشتمین دوره مسابقات رالی آکروپولیس بود و دهمین دور از مسابقات رالی قهرمانی جهان ۲۰۲۴، مسابقات رالی قهرمانی جهان ۲ و مسابقات رالی قهرمانی جهان ۳ بود. این رویداد همچنین آخرین دور از مسابقات رالی قهرمانی جوانان جهان در سال ۲۰۲۴ بود. رویداد ۲۰۲۴ در لامیا در یونان مرکزی برگزار شد و در بیش از ۱۵ مرحله ویژه مسابقه داشت که در مجموع مسافت رقابتی ۳۰۵٫۳۰ کیلومتر (۱۸۹٫۷۰ مایل) را پوشش می‌داد.
کاله رووانپرا و یون هالتونن برندگان رالی سال قبل بودند و تیم آنها، تیم رالی جهانی تویوتا گازو ریسینگ، برنده سازنده سال قبل بود. آندریاس میکلسن و تورشتاین اریکسن مدافعان برد در کلاس رالی ۲ بودند. دیگو دومینگز جونیور و روگلیو پناته مدافعان برد در کلاس رالی ۳ و همچنین رده نوجوانان بودند.

## فهرست ورودی

### کلاس رالی ۱
| شماره. | راننده           | نقشه خوان         | تیم                               | خودرو                   | واجد شرایط بودن قهرمانی   | تایر |
| ------ | ---------------- | ----------------- | --------------------------------- | ----------------------- | ------------------------- | ---- |
| 6      | دنی سوردو        | کاندیدو کاررا     | هیوندای شل موبیلز دبلیوآرتی       | هیوندای آی۲۰ ان رالی۱   | راننده، نقشه خوان، سازنده | P    |
| 8      | اوت تاناک        | Martin Järveoja   | هیوندای شل موبیلز دبلیوآرتی       | هیوندای آی۲۰ ان رالی۱   | راننده، نقشه خوان، سازنده | P    |
| 11     | تیری نوویل       | مارتین ویدایگه    | هیوندای شل موبیلز دبلیوآرتی       | هیوندای آی۲۰ ان رالی۱   | راننده، نقشه خوان، سازنده | P    |
| 13     | گریگوری مونستر   | لویی لوکا         | تیم رالی جهانی ام-اسپورت          | فورد پوما رالی۱         | راننده، نقشه خوان، سازنده | P    |
| 16     | آدرین فورمو      | الکساندر کوریا    | تیم رالی جهانی ام-اسپورت          | فورد پوما رالی۱         | راننده، نقشه خوان، سازنده | P    |
| 17     | سباستین اوژیه    | وینسنت لندی       | تیم رالی جهانی تویوتا گازو ریسینگ | تویوتا جی‌ار یاریس رالی۱ | راننده، نقشه خوان، سازنده | P    |
| 18     | تاکاموتو کاتسوتا | آرون جانستن       | تیم رالی جهانی تویوتا گازو ریسینگ | تویوتا جی‌ار یاریس رالی۱ | راننده، نقشه خوان، سازنده | P    |
| 19     | جوردن سردریدیس   | Frédéric Miclotte | تیم رالی جهانی ام-اسپورت          | فورد پوما رالی۱         | راننده، نقشه خوان         | P    |
| 33     | الفین ایوانز     | اسکات مارتین      | تیم رالی جهانی تویوتا گازو ریسینگ | تویوتا جی‌ار یاریس رالی۱ | راننده، نقشه خوان، سازنده | P    |